# Jack Rathbone
Jack Rathbone, född 20 maj 1999, är en amerikansk professionell ishockeyback som är kontrakterad till Vancouver Canucks i National Hockey League (NHL) och spelar för Utica Comets i American Hockey League (AHL). Han har tidigare spelat för Harvard Crimson i National Collegiate Athletic Association (NCAA) och Youngstown Phantoms i United States Hockey League (USHL).
Rathbone draftades av Vancouver Canucks i fjärde rundan i 2017 års draft som 95:e spelare totalt.

## Statistik
| 2014–2015   | DXSF                 |             | 31 | 3  | 4  | 7  | —  | — | — | — | — | — |
|             | Cape Cod Whalers U16 |             | 15 | 5  | 8  | 13 | 12 | — | — | — | — | — |
| 2015–2016   | DXSF                 |             | 29 | 11 | 15 | 26 | —  | — | — | — | — | — |
|             | Cape Cod Whalers U16 |             | 12 | 5  | 8  | 13 | 18 | — | — | — | — | — |
| 2016–2017   | DXSF                 |             | 22 | 16 | 19 | 35 | —  | — | — | — | — | — |
|             | Cape Cod Whalers U18 |             | 14 | 4  | 8  | 12 | 8  | — | — | — | — | — |
|             | Cape Cod Whalers U18 |             | 23 | 8  | 10 | 18 | —  | — | — | — | — | — |
|             | Youngstown Phantoms  | USHL        | 4  | 0  | 1  | 1  | 0  | — | — | — | — | — |
| 2017–2018   | DXSF                 |             | 17 | 11 | 19 | 30 | —  | — | — | — | — | — |
|             | Cape Cod Whalers U18 |             | 8  | 4  | 0  | 4  | —  | — | — | — | — | — |
| 2018–2019   | Harvard Crimson      | NCAA        | 33 | 7  | 15 | 22 | 8  | — | — | — | — | — |
| 2019–2020   | Harvard Crimson      | NCAA        | 28 | 7  | 24 | 31 | 16 | — | — | — | — | — |
| 2020–2021   | Vancouver Canucks    | NHL         | 1  | 0  | 0  | 0  | 0  | — | — | — | — | — |
|             | Utica Comets         | AHL         | 8  | 2  | 7  | 9  | 2  | — | — | — | — | — |
| NHL totalt  | NHL totalt           | NHL totalt  | 1  | 0  | 0  | 0  | 0  | — | — | — | — | — |
| NCAA totalt | NCAA totalt          | NCAA totalt | 61 | 14 | 39 | 53 | 24 | — | — | — | — | — |